# زيت القرنفل

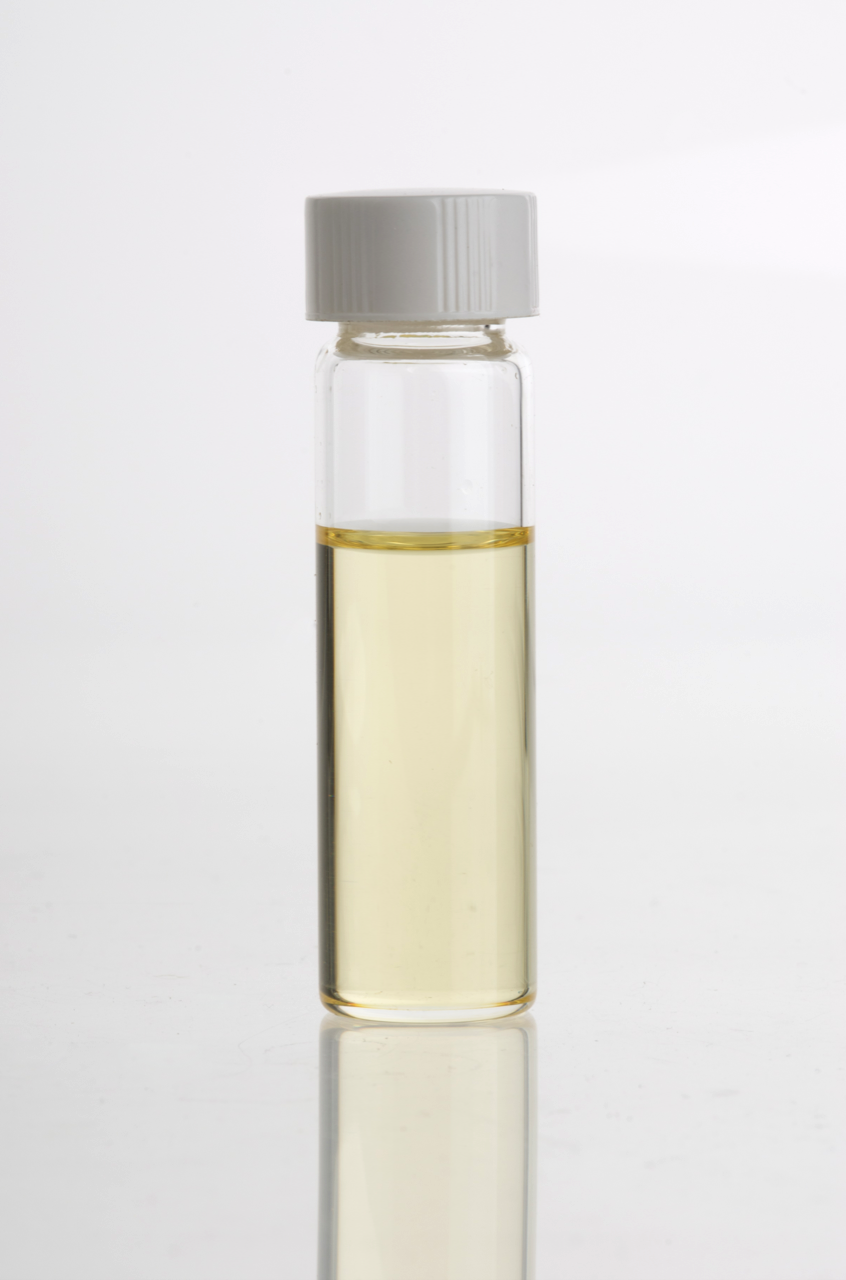
زيت القرنفل

زيت قرنفل (Clove Oil) هو زيت مطهر للجروح ومضاد للجراثيم ومخفف لآلام الأسنان ويفيد في العدوي التنفسية.

## الاستخدامات
تستعمل للربو والسعال الديكي ودوار الحركة والبحر والرعشة وآلام الروماتيزم. ويضاف للملينات ليقلل آلامها وتقلصاتها في البطن.

## أعراض جانبية لاستخدامه
توجد مادة الأوجينول في زيت القرنفل، تتسبب بإتلاف الأنسجة وتسمم الكبد في حال تناولها بكميات كبيرة.